# Chorisoneura anisoura
Chorisoneura anisoura es una especie de cucaracha del género Chorisoneura, familia Ectobiidae. Fue descrita científicamente por Hebard en 1922.
Habita en México.